# Occident
Occident, o món occidental, és des del punt de vista sociològic i històric un terme ambigu que s'utilitza per significar el conjunt de cultures en un principi ubicades a Europa (cultura occidental) i expandides a partir de l'edat moderna cap a Austràlia, Nova Zelanda, Estats Units i el Canadà, contraposades a les cultures d'Orient. No seria correcte concloure que el món occidental és un bloc monolític, atès que hi ha moltes cultures, idiomes, religions, polítiques i diferències econòmiques entre els països occidentals i les seves poblacions. El món occidental també canvia al llarg del temps i també rep influències d'altres cultures no occidentals.

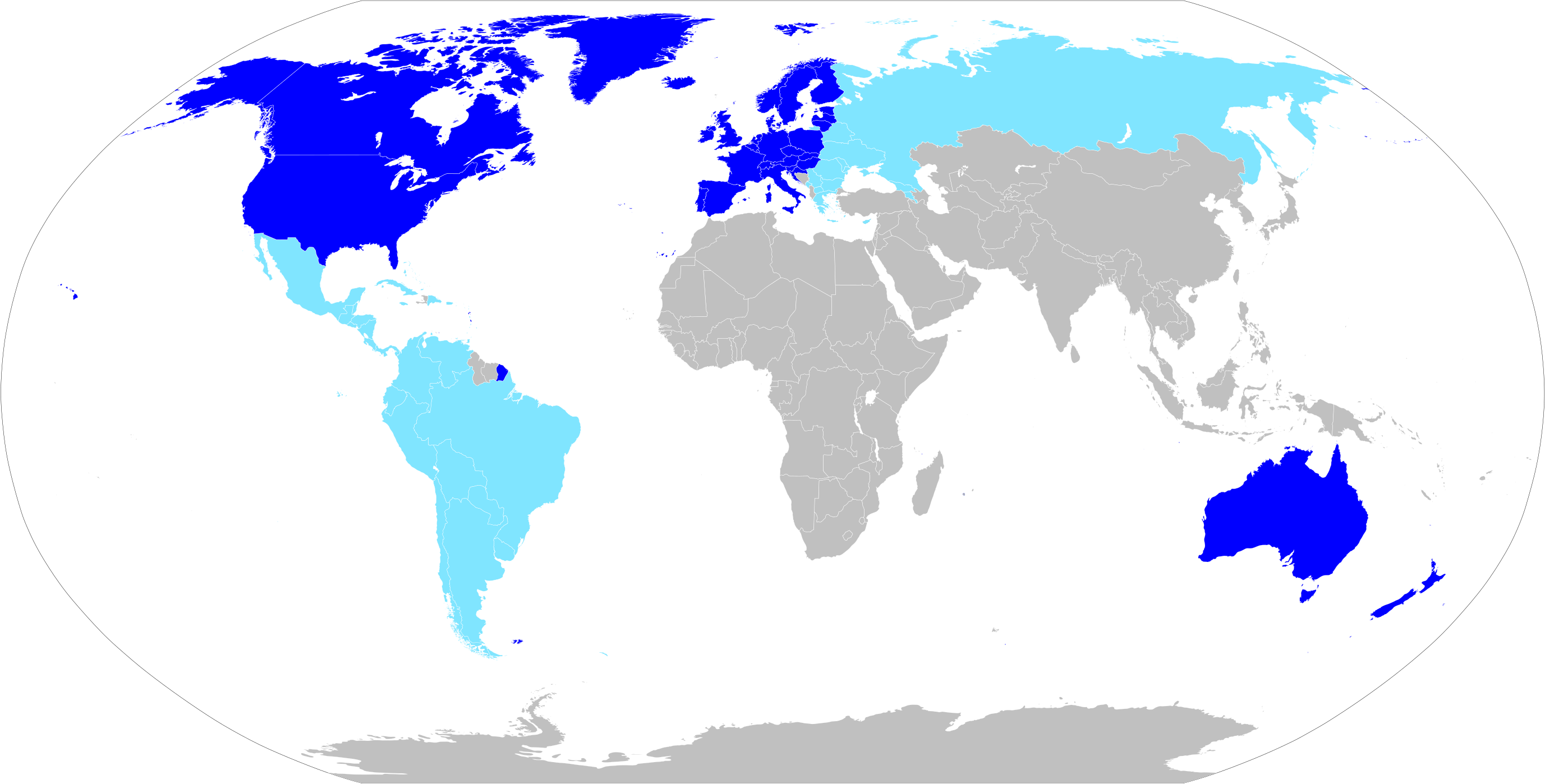
El món occidental, basat en el Xoc de Civilitzacions de Samuel P. Huntington de 1996. En color turquesa hi ha Amèrica Llatina i el món ortodox, que formen part d'Occident o són civilitzacions diferents íntimament relacionades amb Occident.

El terme Occident ha tingut un paper molt rellevant en la història i la cultura, ja que ha servit tradicionalment per denotar el conjunt de creences i pensaments dels que escrivien i prenien part en la història, tal com la narraven. Antropològicament, es tracta d'un recurs etnocèntric per identificar-se com a grup enfront de les cultures alienes, a vegades desconegudes o misterioses, d'Orient.
Mitjançant els processos d'occidentalització (colonització), diversos països s'han incorporat, en diversos graus, en la definició ampliada del que és occidental. Des del segle xx està relacionat amb l'autodenominat primer món, en contraposició amb el tercer món (àrees dominades pel primer) i del segon món (àrees en competència i a les quals cal aïllar).

## Etimologia
Occident és un terme que prové del llatí occido, caiguda dels cossos celestes, d'on prové occidens, lloc per on es pon el Sol, l'Oest. És sinònim d'oest.

## Definició d'Occident
La definició d'Occident no és fàcil, i pot contenir una gran quantitat d'elements i idees que poden arribar a ser contradictoris. Alguns conceptes que es consideren determinants d'allò que és occidental, poden arribar a excloure alguns països que són occidentals si s'apliquen altres criteris. Per exemple, si considerem que el desenvolupament tecnològic és definitori d'Occident, hi inclourem l'Europa occidental industrialitzada i Amèrica del Nord, principalment, i potser hi afegiríem, paradoxalment, el Japó, tot deixant fora, en canvi, l'Europa de l'Est i l'Amèrica Llatina, tot i que clarament són de cultura occidental. Ara bé, una anàlisi més acurada del concepte d'Occident dona resultats diferents.

## Història
Històricament, Occident sorgeix al Mediterrani, amb l'antiga Grècia i la Roma clàssica. Acabat l'Imperi Romà, aquest es divideix entre l'imperi Romà d'Occident i l'Imperi Romà d'Orient, trencament que s'agreujava més endavant amb el Gran Cisma d'Orient.
No obstant això, la invasió i genocidi a noves terres (Amèrica, Oceania), i els canvis socials, polítics i econòmics fan perdre el sentit primari a l'oposició entre Occident i Orient: Occident sembla cobrir tot Europa, i ampliar-se amb el colonialisme més enllà, cap a noves terres, mentre que el terme d'Orient queda reservat per a Àsia.
Especialment després de la Guerra Freda, on la divisió rellevant fou entre els països capitalistes i els comunistes, actualment a vegades es confon Occident amb el Primer Món.

### Territoris
La primera definició d'Occident s'aplicava estrictament a l'Europa Occidental. Els antics romans distingien entre pobles orientals, els que habitaven Grècia, Egipte i el que avui són Turquia i l'Orient Mitjà, i pobles occidentals, els que vivien a Itàlia, i les actuals França i la península Ibèrica. Dioclecià va dividir l'Imperi Romà en dues meitats, segons aquest criteri. Constantí es va fer cristià i va posar Roma en mans de l'Església. Després, l'Imperi Romà d'Occident va desaparèixer engolit pels pobles germànics. I la divisió definitiva d'Europa en dues meitats va quedar fixada amb el Gran Cisma d'Orient, que va separar les Esglésies ortodoxes orientals de Roma. Posteriorment, les esglésies orientals es van expandir pels Balcans i Rússia, mentre que l'església occidental va evangelitzar el nord d'Europa i, posteriorment, Amèrica i molts altres territoris. Paral·lelament, els autors islàmics i romans d'Orient s'incorporaven al tronc comú de la cultura occidental amb l'aportació del llegat grecollatí que va produir l'eclosió del Renaixement. I ja el segle xviii, el tsar Pere el Gran va occidentalitzar Rússia amb idees portades des dels Països Baixos.
Actualment, els usos més moderns de la paraula es refereixen a les societats d'Europa Occidental i Central, i aquelles altres que en són genèticament, lingüísticament i filosòficament descendents, i que s'identifiquen bàsicament amb la cultura europea.
Per tant, i en principi, la cultura europea abastaria, almenys, Europa occidental, Amèrica del Nord (incloent-hi només els Estats Units i el Canadà), Austràlia i Nova Zelanda. Si es pretén ampliar aquesta nòmina de països ja s'entra, inevitablement, en un terreny polèmic. Les possibles ampliacions del concepte d'Occident poden incloure algun d'aquests països, o diverses combinacions d'aquests països: 

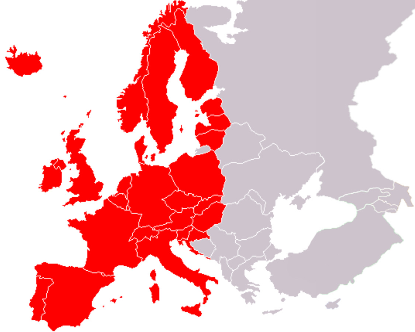
Europa occidental, segons Huntington, delimitada pel territori del catolicisme i el protestantisme.

- Europa oriental: a causa del fet que ara s'estan integrant a la Unió Europea, o bé són objecte de la Política Europea de Veinatge, aquests països solen incloure's a la definició d'Occident, i d'alguna manera comparteixen una identitat comuna amb els europeus occidentals. Aquesta opinió va guanyant suport, en especial des de la desintegració de la Unió Soviètica i de tot el Bloc comunista i l'actual procés de construcció europea, conseqüència directa d'aquesta desintegració. Altres, en canvi, com el politòleg estatunidenc Samuel P. Huntington, consideren que la influència de l'Església Ortodoxa en aquesta part d'Europa (que ens remunta a l'origen de la separació entre Orient i Occident) fa que hi hagi diferències notables entre uns europeus i altres.[5] També s'argumenta que l'Europa oriental (els Balcans, la Rússia europea i el Caucas) no ha experimentat ni el Renaixement, ni la Revolució Industrial de la mateixa manera que ho va fer l'Europa occidental. També s'hi afegeix que l'Europa oriental no ha rebut la influència del catolicisme ni de la Reforma protestant, sinó de l'Ortodòxia oriental o de l'islam (en aquest cas, la part més a l'oest de l'antic Bloc comunista, és a dir, l'Europa central, sí que tindria tradicions occidentals, malgrat tot). Des d'un altre punt de vista, a més, és cert que aquesta part del continent no ha assolit els nivells econòmic i de benestar que es consideren normals a Occident.

- Amèrica Llatina: Molts països llatinoamericans se solen considerar occidentals principalment per l'ascendència bàsicament europea dels seus habitants (sobretot a Xile, Argentina, Uruguai i una part del Brasil), o europea i indígena, i perquè les seves societats funcionen a la manera occidental, i tenen per idioma oficial alguna llengua europea (castellà o portuguès. També s'ha de considerar la important immigració europea, espanyols i Portugal a part, a diversos països d'Amèrica Llatina, especialment des d'Alemanya, Itàlia, els Països Baixos, etc.[6] Però, d'altra banda, també es conserven vives moltes cultures i llengües indígenes americanes, i també ha florit una cultura autòctona d'arrels africanes a diverses zones de l'Amèrica Llatina.

- Turquia: tot i que només el 6% del territori turc és al continent europeu, Turquia té un sistema econòmic similar, té una unió duanera amb la Unió Europea, i és candidat oficial a la integració. També és membre de diverses organitzacions típicament europees, com l'OCDE, el Consell d'Europa i l'OTAN. Participa habitualment en diverses organitzacions esportives i culturals, com la UEFA i el Festival d'Eurovisió.

- Israel:[7] els molts jueus que han emigrat a Israel des de països occidentals i el fet que sigui un país industrialitzat el fan candidat a entrar a Occident, si bé el seu esquema social, polític i religiós, i l'origen oriental de molts altres jueus fan que aquest arrenglerament sigui discutible. Israel és membre de l'OCDE, i sol estar integrat en organitzacions europees dels àmbits esportiu i cultural, com ara la UEFA, la FIBA i el Festival d'Eurovisió.

- Sud-àfrica: es considera l'únic país occidental d'Àfrica pels idiomes que s'hi parlen, l'anglès i l'afrikaans, i per la religió cristiana, tot i que només un 12% de la seva població és d'ascendència europea.

- Filipines: l'adscripció occidental de les Filipines es deu a la profunda petjada cultural que hi ha deixat la presència colonial, primer d'Espanya i després dels Estats Units, si bé aquestes influències no abasten la totalitat de l'arxipèlag.

- Altres països industrialitzats també poden ser considerats occidentals a causa del fet que tenen sistems econòmics, democràtics i socials similars o inspirats en Occident, como és el cas del Japó, o de diverses possessions d'ultramar de potències occidentals com, per exemple, Hawaii o la Guiana Francesa, però mai no hi ha unanimitat en l'aplicació d'aquests criteris.

### Poblacions
Un punt de vista diferent d'allò que és Occident consisteix a definir-lo, no pel seu territori, sinó pels grups humans que habiten aquests territoris. Aquest concepte s'està fent com més va més popular en l'actualitat, en el món globalitzat, fins i tot perquè és més realista. En aquest sentit, no interessa tant si el conjunt d'una societat és o no occidental, o bé en quina mesura ho és, sinó que es miren els diversos grups humans que componen aquesta població heterogènia.
D'aquesta manera, es pot parlar de grups no occidentals dins d'un país occidental, com ho són moltes ètnies indígenes d'Amèrica que han resistit l'occidentalització durant cinc segles, o les minories musulmanes com més va més nombroses a Europa. Però també, en sentit contrari, els boers de Sud-àfrica, per exemple, són considerats un autèntic poble occidental en un país no occidental.